# Hermites identitet
Inom matematiken är Hermites identitet, uppkallad efter Charles Hermite, en identitet som ger värdet av en summa som innehåller golvfunktionen. Identiteten säger att för varje reellt tal x och positivt heltal n gäller följande identitet:
{\displaystyle \sum _{k=0}^{n-1}\left\lfloor x+{\frac {k}{n}}\right\rfloor =\lfloor nx\rfloor .}

## Bevis
Dela upp {\displaystyle x} i heltalsdelen och bråkdelen, {\displaystyle x=\lfloor x\rfloor +\{x\}}. Det finns exakt en {\displaystyle k'\in \{1,\ldots ,n\}} med
{\displaystyle \lfloor x\rfloor =\left\lfloor x+{\frac {k'-1}{n}}\right\rfloor \leq x<\left\lfloor x+{\frac {k'}{n}}\right\rfloor =\lfloor x\rfloor +1.}
Genom att subtrahera samma heltal {\displaystyle \lfloor x\rfloor } från insidan av golvoperationerna på de vänstra och högra sidorna av denna olikhet, kan den skrivas som
{\displaystyle 0=\left\lfloor \{x\}+{\frac {k'-1}{n}}\right\rfloor \leq \{x\}<\left\lfloor \{x\}+{\frac {k'}{n}}\right\rfloor =1.}
Följaktligen
{\displaystyle 1-{\frac {k'}{n}}\leq \{x\}<1-{\frac {k'-1}{n}},}
och genom multiplikation av båda sidorna av {\displaystyle n} ges
{\displaystyle n-k'\leq n\,\{x\}<n-k'+1.}
Om nu summationen från Hermites identitet är uppdelad i två delar med index {\displaystyle k'} ges
{\displaystyle \sum _{k=0}^{n-1}\left\lfloor x+{\frac {k}{n}}\right\rfloor =\sum _{k=0}^{k'-1}\lfloor x\rfloor +\sum _{k=k'}^{n-1}(\lfloor x\rfloor +1)=n\,\lfloor x\rfloor +n-k'=n\,\lfloor x\rfloor +\lfloor n\,\{x\}\rfloor =\left\lfloor n\,\lfloor x\rfloor +n\,\{x\}\right\rfloor =\lfloor nx\rfloor .}